# Didier Auriol

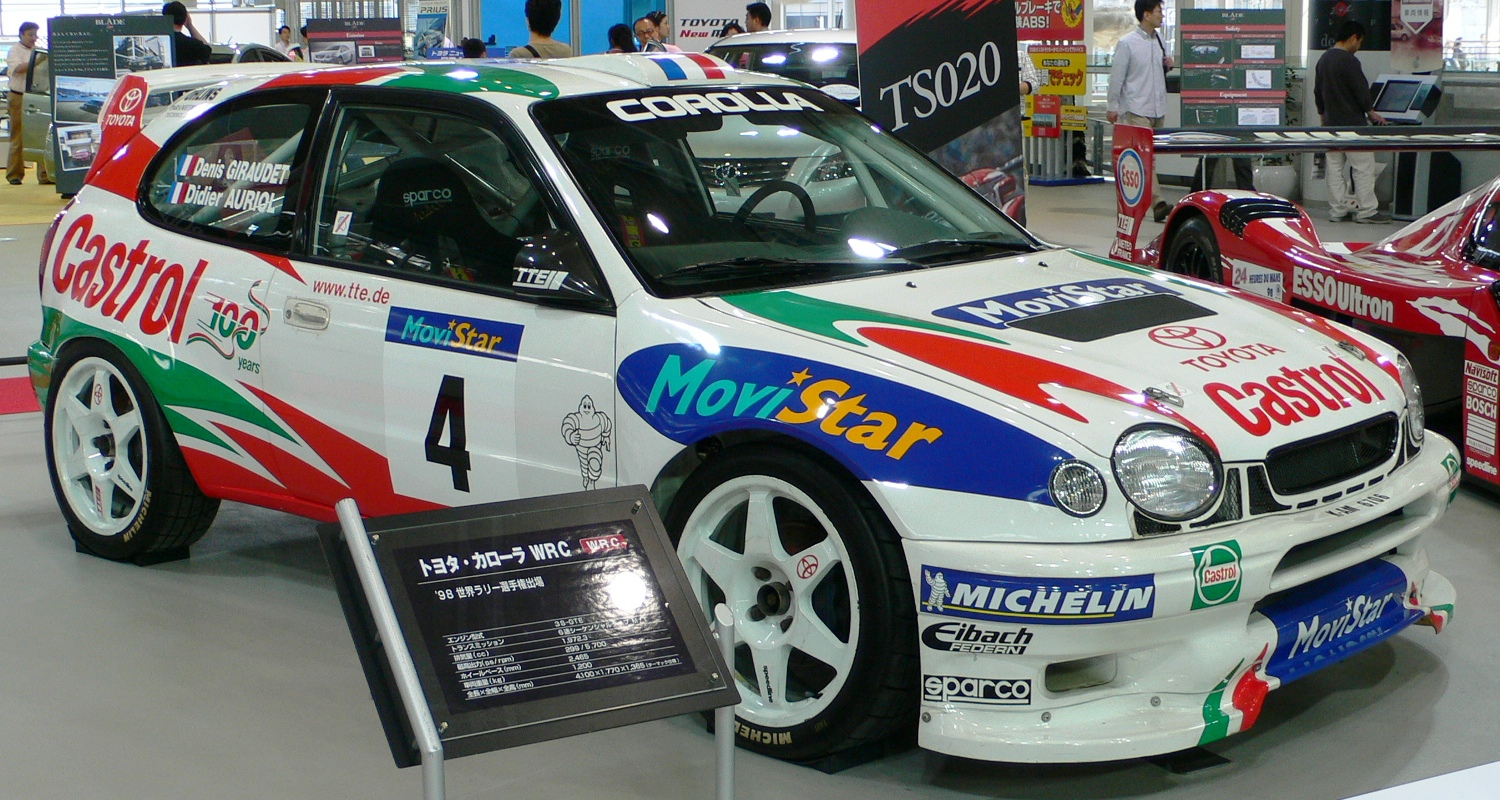
Aurielova Corolla z roku 1999

Didier Auriol (* 18. srpen 1958) je francouzský rallyeový jezdec a mistr světa z roku 1994. Je ženatý a má dvě děti.

## Kariéra

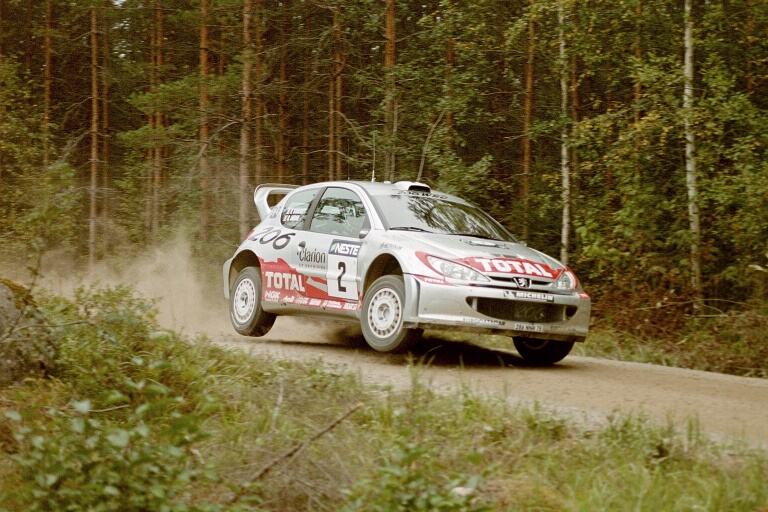
Auriol na Finské rallye 2001

Původně byl řidičem sanitky, ale díky bratrovi si vyzkoušel závodní vůz a pro rallye se nadchl. Začínal na voze Simca 1000 a později jezdil s vozem Renault 5 Turbo. S tím startoval i na své první soutěži mistrovství světa - Korsické rallye. Od roku 1986 startoval s vozem MG Metro 6R4 a stal se mistrem Francie. Po zrušení skupiny B přesedl v následující sezoně na vůz Ford Sierra a začal více startovat v mistrovství světa. Se Sierrou získal dva domácí tituly v následujících letech. Vyhrál Korsickou rallye a dojel třetí ve Finsku. Pro mistrovství světa v rallye 1989 ho angažoval tým Lancia Racing na několik startů. Auriol zvítězil na Korsice a dojel druhý na Rallye Monte Carlo 1989 a Acropolis rallye 1989. O rok později absolvoval celou sezonu a skončil celkově druhý. V sezonách 1991 a 1992 pak skončil celkově třetí. V roce 1992 také stanovil rekord, když získal 6 vítězství v jedné sezoně. O rok později přestoupil do týmu Toyota Motorsport a v mistrovství světa v rallye 1994 vybojoval titul mistra světa. V roce 1995 byl ale tým z šampionátu vyloučen za nelegální úpravu turbodmychadla a automobilka byla vyloučena i pro následující rok. Auriol startoval jen na soutěžích Švédská rallye 1996 s vozem Subaru Impreza 555 a Rallye San Remo 1996 s Mitsubishi Lancer EVO V. Auriol spolupracoval na vývoji vozu Toyota Corolla WRC, která poprvé startovala v mistrovství světa v rallye 1997. Už se mu příliš nedařilo a nejlepších výsledků dosáhl až v roce 1999. To už ale Toyota odcházela do Formule 1. Pro mistrovství světa v rallye 2000 se stal továrním jezdcem týmu Seat Sport a pomáhal při vývoji vozu Seat Cordoba WRC. Získal jen třetí místo na Safari rallye 2000 a tým po sezoně opustil, aby závodil s továrním vozem Peugeot 206 WRC. Vyhrál jen Katalánskou rallye. V mistrovství světa v rallye 2002 angažmá nezískal, ale pro rok 2003 se stal jezdcem týmu Škoda Motorsport. Jeho hlavní role měla být při vývoji nového vozu Škoda Fabia WRC. Po této sezoně se již do mistrovství světa nevrátil.